# 토황색 명주 저고리
토황색명주저고리(土黃色明紬저고리)는 황토색 명주에 갈색 깃을 댄 저고리 두 점이다.
이 2점의 황토색 명주저고리는 그 형태와 치수는 서로 비슷하다. 그런데 갈색 깃을 댄 것과 3회장 저고리의 형태가 청연군주의 저고리와 유사한 것으로 보아 이 명주저고리는 같은 시기의 것으로 보인다. 끝동 없는 저고리의 겉감은 황토색의 고운 명주이고, 깃은 짙은 갈색 명주이며, 안감도 황토색의 고운 명주이다. 저고리의 형태는 옷깃은 당코깃이며 소매통이 매우 좁으며 소매길이가 길고 직선배래이다. 고름이 달려 있지 않다.

## 저고리
저고리는 여자 한복에서 치마와 함께 의복의 기본구조를 이루고 있다. 상고시대에는 저고리가 길어서 둔부까지 내려오고 여기에 허리띠를 매던 것이, 고려시대에 그 길이가 약간 짧아졌고 옷고름이 생겼다. 조선시대 초기에 치마ㆍ저고리의 용어가 생겼으며 형태는 고려시대와 비슷했다. 저고리는 등길이가 비교적 길고 좁은 소매에 배래선이 직선이고 화장이 길며 수구에는 넓은 끝동이 달려 있는 것과 없는 것이 있다. 깃의 형태는 거의가 목판깃이며 깃 나비는 비교적 넓은 편이다. 숙종 때에 등 길이가 팔꿈치 길이로 짧아졌고 깃도 칼깃·당코깃 등 다양한 형태가 공존하였다. 후기의 저고리는 등길이가 짧아지고 품도 몸에 맞게 되었다. 소매길이는 길어서 손목을 덮을 정도이며 깃의 형태는 1700년대를 전후하여 당코깃의 형태로 고정되었다. 1900년대에 등길이가 19cm로 가장 짧았고 이후 길이가 길어졌다.

## 참고 자료
본 문서에는 서울특별시에서 지식공유 프로젝트를 통해 퍼블릭 도메인으로 공개한 저작물을 기초로 작성된 내용이 포함되어 있습니다.